# Andromaca (Sacchini)
Andromaca è un'opera musicale di Antonio Sacchini.
Prima opera seria di Sacchini, fu rappresentata per la prima volta al Teatro di San Carlo di Napoli il 30 maggio 1761, costituendo secondo la Treccani la prima affermazione dell'autore.